# Eimeria
Genre
Eimeria est un genre d'organismes unicellulaires appartenant au groupe des apicomplexés, plus particulièrement aux coccidies. Ce sont des parasites intracellulaires de vertébrés et d'invertébrés. Provoquant des pathologies surtout intestinales connues sous le nom de coccidioses, ils peuvent notamment occasionner d'importants dégâts dans les élevages.

## Cycle
Cycle des coccidies : identique pour toutes les espèces.
2 phases :
-Biologique : sexuée et asexuée.
Multiplication asexuée (schizogonie) a lieu dans les cellules épithéliales intestinales.
Multiplication sexuée (gamogonie) aboutit aux œufs fécondés (ookystes,) rejetés dans l’intestin puis dans le milieu extérieur.
Période prépatente = 4 à 7 jours.
-Non biologique: asexuée
C’est la sporogonie, moment où le parasite acquiert son infestant.

## Espèces et hôtes
Le genre Eimeria comporte plus de 1 500 espèces décrites.